# Triple Cross
Triple Cross (bra: Espionagem Internacional; prt: O Maior Espião da História) é um filme teuto-franco-britânico de 1966, dos gêneros drama, guerra, espionagem e ação, dirigido por Terence Young, com roteiro de René Hardy e William Marchant baseado no romance The Eddie Chapman Story, de Frank Owen e Eddie Chapman, por sua vez inspirado na vida do agente duplo Eddie Chapman.

## Sinopse
Durante a Segunda Guerra Mundial, Eddie Chapman, um ladrão de jóias britânico, é preso na Ilha de Jersey. Com a ocupação da ilha pelos nazistas, Chapman logo oferece seus serviços e passa por uma minuciosa entrevista, onde conhece Helga, uma bela espiã. Ele recebe treinamento e é enviado para uma missão Inglaterra. Lá faz contato com os britânicos, e se oferece novamente em troca do perdão por seus crimes. Via rádio, Chapman é designado pelos nazistas para plantar explosivos na fábrica Vickers, e discute o plano com os aliados. Decidem então fazer um ataque falso, com o propósito de convencer os alemães.

## Elenco
- Christopher Plummer ... Eddie Chapman
- Romy Schneider ... Condessa Helga
- Trevor Howard ... Oficial da Inteligência Britânica
- Gert Fröbe ... Coronel Steinhager
- Claudine Auger ... Paulette
- Yul Brynner ... Coronel Baron von Grunen
- Harry Meyen ... Keller
- Georges Lycan ... Leo
- Jess Hahn ... Comandante Braid
- Gil Barber ... Bergman
- Jean-Claude Bercq ... Major Von Leeb
- Jean Claudio ... Sargento Thomas
- Robert Favart ... General Dalrymple
- Bernard Fresson ... Raymond
- Clément Harari ... Losch